# كبريتيد الرصاص الثنائي
 كبريتيد الرصاص الثنائي مركب كيميائي له الصيغة PbS ، ويكون على شكل مسحوق بلوري أسود. يمثل معدن كبريتيد الرصاص الثنائي غالينا المصدر الرئيسي لخامة الرصاص.

## الخواص
- مركب كبريتيد الرصاص الثنائي ضعيف الانحلال في الماء (حوالي 0.08 مغ لكل 100 مل ماء)، كما أنه لا ينحل في حمضي الهيدروكلوريك والكبريتيك الممددين، في حين أنه ينحل في حمض النتريك.

## التحضير
يحضر مركب كبريتيد الرصاص من أثر حمض الكبريتيك على أملاح الرصاص الثنائي حيث يترسب على شكل راسب أسود.
Pb2+ + S2- → PbS↓

## الاستخدامات
- يستخدم تفاعل التحضير أعلاه في الكيمياء التحليلية للكشف عن الرصاص في المحاليل المائية.
- لبلورات كبريتيد الرصاص ناقلية كهربائية ، كما أنها تستخدم في حساسات الأشعة تحت الحمراء.